# Biathlon-Juniorenweltmeisterschaften 2002
Die Biathlon-Juniorenweltmeisterschaften 2002 (offiziell: IBU Youth/Junior World Championships Biathlon 2002) begannen am 30. Januar 2002 und endeten am 3. Februar 2002. Der Austragungsort war zum ersten Mal das italienische Ridnaun. Erstmals wurde auch Wettkämpfe im Jugendbereich ausgetragen. Diese haben eine kürzere Laufstrecke und alle Staffeln starten mit nur drei Athleten.

## Medaillenspiegel
| Platz | Land                |   |   |   |    |
| ----- | ------------------- | - | - | - | -- |
| 01    | Deutschland         | 7 | 7 | 4 | 18 |
| 02    | Volksrepublik China | 3 | 0 | 0 | 3  |
| 03    | Russland            | 2 | 5 | 1 | 8  |
| 04    | Tschechien          | 1 | 1 | 3 | 5  |
| 05    | Norwegen            | 1 | 0 | 0 | 1  |
| 05    | Österreich          | 1 | 0 | 0 | 1  |
| 05    | Schweden            | 1 | 0 | 0 | 1  |
| 08    | Ukraine             | 0 | 2 | 0 | 2  |
| 09    | Vereinigte Staaten  | 0 | 1 | 1 | 2  |
| 10    | Frankreich          | 0 | 1 | 0 | 1  |
| 11    | Belarus             | 0 | 0 | 3 | 3  |
| 12    | Finnland            | 0 | 0 | 1 | 1  |
| 12    | Kasachstan          | 0 | 0 | 1 | 1  |
| 12    | Polen               | 0 | 0 | 1 | 1  |

Endstand nach 16 Wettbewerben

## Zeitplan
| Datum      | Männer  | Männer                        | Frauen  | Frauen                         |
| Datum      | Uhrzeit | Wettbewerb                    | Uhrzeit | Wettbewerb                     |
| ---------- | ------- | ----------------------------- | ------- | ------------------------------ |
| 30. Januar | 10:00   | Sprint Junioren (10 km)       | 14:00   | Sprint Juniorinnen (7,5 km)    |
| 30. Januar | 11:00   | Sprint Jugend (7,5 km)        | 15:00   | Sprint Jugend (6 km)           |
| 31. Januar | 10:00   | Verfolgung Junioren (12,5 km) | 13:00   | Verfolgung Juniorinnen (10 km) |
| 31. Januar | 11:00   | Verfolgung Jugend (10 km)     | 14:00   | Verfolgung Jugend (7,5 km)     |
| 2. Februar | 10:00   | Einzel Junioren (15 km)       | 14:00   | Einzel Juniorinnen (12,5 km)   |
| 2. Februar | 11:00   | Einzel Jugend (12,5 km)       | 15:00   | Einzel Jugend (10 km)          |
| 3. Februar | 9:30    | Staffel Junioren (4 × 7,5 km) | 13:15   | Staffel Juniorinnen (3 × 6 km) |
| 3. Februar | 11:00   | Staffel Jugend (3 × 7,5 km)   | 13:15   | Staffel Jugend (3 × 6 km)      |

## Ergebnisse

### Männliche Jugend
| Rang | Name             |
| ---- | ---------------- |
| 1    | Marcel Lorenz    |
| 2    | Simon Fourcade   |
| 3    | Ondřej Moravec   |
| 4    | Stian Nåvik      |
| 5    | Markus Windisch  |
| 6    | Claudio Böckli   |
| 7    | Evan Ray         |
| 8    | Iwan Pantschenko |
| 9    | Rune Brattsveen  |
| 10   | Tobias Strohm    |

| Rang | Name                |
| ---- | ------------------- |
| 1    | Andrei Dubassow     |
| 2    | Tobias Strohm       |
| 3    | Ondřej Moravec      |
| 4    | Wladislaw Moissejew |
| 5    | Andraž Šemrov       |
| 6    | Simon Fourcade      |
| 7    | Oleh Bereschnyj     |
| 8    | Markus Windisch     |
| 9    | Evan Ray            |
| 10   | Christoph Knie      |

| Rang | Name               |
| ---- | ------------------ |
| 1    | Christoph Knie     |
| 2    | Oleh Bereschnyj    |
| 3    | Tobias Strohm      |
| 4    | Claudio Böckli     |
| 5    | Marcel Lorenz      |
| 6    | Ihor Jaschtschenko |
| 6    | Tuomas Säily       |
| 8    | Mikuláš Schön      |
| 9    | Juri Scholkawitsch |
| 10   | Rafał Skoczowski   |

| Rang | Name                                                         |
| ---- | ------------------------------------------------------------ |
| 1    | DeutschlandMarcel Lorenz Tobias Strohm Christoph Knie        |
| 2    | RusslandAlexander Petrow Wladislaw Moissejew Andrei Dubassow |
| 3    | PolenRafał Skoczowski Stanisław Karpiel Paweł Lasek          |
| 4    | SlowenienAndraž Šemrov Peter Dokl Klemen Bauer               |
| 5    | FinnlandTuomas Säily Heikki Räisänen Henri Leinonen          |
| 6    | SlowakeiPeter Vozár Mikuláš Schön Michal Kic                 |
| 7    | ItalienChristian Cusini Mattia Cola Markus Windisch          |
| 8    | UkraineOleh Bereschnyj Ihor Chontar Ihor Jaschtschenko       |
| 9    | LettlandNormunds Putns Karlis Vamags Kaspars Dumbris         |
| 10   | TschechienRadim Duda Petr Hradecký Pavel Suchánek            |

### Weibliche Jugend
| Rang | Name                   |
| ---- | ---------------------- |
| 1    | Dong Xue               |
| 2    | Anna Bulygina          |
| 3    | Olga Dudtschenko       |
| 4    | Anna Rathmann          |
| 5    | Lenka Šponarová        |
| 6    | Eveli Saue             |
| 7    | Anne Preußler          |
| 8    | Anastassija Schipulina |
| 9    | Marija Kossinowa       |
| 10   | Kathlen Lindau         |

| Rang | Name                   |
| ---- | ---------------------- |
| 1    | Dong Xue               |
| 2    | Kathlen Lindau         |
| 3    | Anna Rathmann          |
| 4    | Anne Preußler          |
| 5    | Anastassija Schipulina |
| 6    | Olga Dudtschenko       |
| 7    | Marianne Skinnes       |
| 8    | Eveli Saue             |
| 9    | Yin Qiao               |
| 10   | Marija Kossinowa       |

| Rang | Name               |
| ---- | ------------------ |
| 1    | Kaja Eckhoff       |
| 2    | Nina Karassewytsch |
| 3    | Mervi Markkanen    |
| 4    | Jèssica Jaques     |
| 5    | Laura Pokela       |
| 6    | Paulina Bobak      |
| 7    | Anne Preußler      |
| 8    | Marianne Skinnes   |
| 9    | Anna Rathmann      |
| 10   | Lenka Šponarová    |

| Rang | Name                                                                |
| ---- | ------------------------------------------------------------------- |
| 1    | Volksrepublik ChinaYin Qiao Yuping Jia Dong Xue                     |
| 2    | RusslandNatalja Jegoschina Anastassija Schipulina Marija Kossinowa  |
| 3    | DeutschlandAnna Rathmann Anne Preußler Kathlen Lindau               |
| 4    | FinnlandLaura Pokela Kati Suhonen Mervi Markkanen                   |
| 5    | Vereinigte StaatenEmilia Demarchis Annelies Cook Antonia Slaughter  |
| 6    | KasachstanOlga Dudtschenko Irina Moschewitina Wiktorija Afanassjewa |
| 7    | PolenAgnieszka Cyl Angelika Szrubianiec Paulina Bobak               |
| 8    | TschechienLenka Votočková Lada Dušková Lenka Šponarová              |
| 9    | ÖsterreichSelina Spitz Verena Baumann Sarah Stanonik                |
| 10   | KanadaTina Kostera Jèssica Jaques Lindsey Bolivar                   |

### Junioren
| Rang | Name                  |
| ---- | --------------------- |
| 1    | Mattias Nilsson       |
| 2    | Robert Wick           |
| 3    | Michal Šlesingr       |
| 4    | Maxim Tschudow        |
| 5    | Serhij Sednjew        |
| 6    | Jouni Kinnunen        |
| 7    | Jānis Bērziņš         |
| 8    | Hansjörg Reuter       |
| 9    | Sjarhej Daschkewitsch |
| 10   | Sergei Sadownikow     |

| Rang | Name                  |
| ---- | --------------------- |
| 1    | Michal Šlesingr       |
| 2    | Maxim Tschudow        |
| 3    | Sjarhej Daschkewitsch |
| 4    | Michael Rösch         |
| 5    | Matej Kazár           |
| 6    | Ville Toivonen        |
| 7    | Dušan Šimočko         |
| 8    | Robert Wick           |
| 9    | Serhij Sednjew        |
| 10   | Mattias Nilsson       |

| Rang | Name              |
| ---- | ----------------- |
| 1    | Simon Eder        |
| 2    | Artjom Gussew     |
| 2    | Michael Rösch     |
| 4    | Michal Šlesingr   |
| 5    | Miroslav Matiaško |
| 6    | Jarkko Kauppinen  |
| 7    | Jānis Bērziņš     |
| 8    | Mattias Nilsson   |
| 9    | Łukasz Matysek    |
| 10   | Jānis Pleikšnis   |

| Rang | Name                                                                                       |
| ---- | ------------------------------------------------------------------------------------------ |
| 1    | DeutschlandMichael Rösch Robert Wick Hansjörg Reuter Markus Neumaier                       |
| 2    | TschechienJaroslav Soukup Milan Faltus Ondřej Moravec Michal Šlesingr                      |
| 3    | BelarusSjarhej Daschkewitsch Uladsimir Miklascheuski Aleksei Jurtschankau Aleksandr Mytnik |
| 4    | SlowakeiDušan Šimočko Miroslav Matiaško Peter Reguly Matej Kazár                           |
| 5    | RusslandArtjom Gussew Maxim Tschudow Andrei Makowejew Wladimir Tschemelow                  |
| 6    | SchwedenDaniel Adolfsson Erik Hansson Christian Tysk Mattias Nilsson                       |
| 7    | Vereinigte StaatenWalter Shepard Tim Burke Evan Ray Anders Osthus                          |
| 8    | FrankreichSimon Fourcade Damien Marcel Guillaume Robert Loïs Habert                        |
| 9    | ÖsterreichSimon Eder Stefan Rass Christian Lengauer-Stockner Michael Eberharter            |
| 10   | LettlandJānis Bērziņš Jānis Pleikšnis Edgars Piksons Kristaps Lībietis                     |

### Juniorinnen
| Rang | Name                 |
| ---- | -------------------- |
| 1    | Kathrin Pfisterer    |
| 2    | Jenny Adler          |
| 3    | Ljudmila Ananka      |
| 4    | Ute Niziak           |
| 5    | Katarzyna Ponikwia   |
| 6    | Anne-Lise Bailly     |
| 7    | Magda Rezlerová      |
| 8    | Tatjana Brioukhanowa |
| 9    | Alexandra Rusu       |
| 10   | Delphyne Peretto     |

| Rang | Name                 |
| ---- | -------------------- |
| 1    | Jenny Adler          |
| 2    | Ute Niziak           |
| 3    | Kathrin Pfisterer    |
| 4    | Magda Rezlerová      |
| 5    | Ljudmila Ananka      |
| 6    | Delphyne Peretto     |
| 7    | Célia Bourgeois      |
| 8    | Anne-Lise Bailly     |
| 9    | Tatjana Brioukhanowa |
| 10   | Alexandra Rusu       |

| Rang | Name                 |
| ---- | -------------------- |
| 1    | Nadeschda Tschastina |
| 2    | Ute Niziak           |
| 3    | Lanny Barnes         |
| 4    | Liu Yuanyuan         |
| 5    | Laure Coste          |
| 6    | Katharina Echter     |
| 7    | Karin Gustafsson     |
| 8    | Tracy Barnes         |
| 9    | Michaela Stránská    |
| 10   | Delphyne Peretto     |

| Rang | Name                                                            |
| ---- | --------------------------------------------------------------- |
| 1    | DeutschlandJenny Adler Kathrin Pfisterer Ute Niziak             |
| 2    | Vereinigte StaatenCarolyn Treacy Tracy Barnes Lanny Barnes      |
| 3    | RusslandTatjana Brioukhanowa Jelena Dawgul Nadeschda Tschastina |
| 4    | SchwedenMadeleine Olsson Anna Nilsson Ida Eriksson              |
| 5    | BelarusTazzjana Schyntar Ljudmila Kalintschyk Ljudmila Ananka   |
| 6    | FinnlandHanna Saarenpää Piia Kiukas Maija Hietamies             |
| 7    | TschechienMichaela Stránská Michaela Halfarová Klára Moravcová  |
| 8    | FrankreichDelphyne Peretto Célia Bourgeois Anne-Lise Bailly     |
| 9    | NorwegenBerit Nordstad Solveig Rogstad Ann Kristin Flatland     |
| 10   | KanadaZina Kocher Sharleen Jackson Louise Weber                 |